# Minskip
Minskip är en by i civil parish Boroughbridge, i kommunen North Yorkshire, i grevskapet North Yorkshire, i England. Byn är belägen 25 km från York. Minskip var en civil parish 1866–1938 när blev den en del av Boroughbridge. Civil parish hade 238 invånare år 1931. Byn nämndes i Domedagsboken (Domesday Book) år 1086, och kallades då Minescip.